# 1912 في الأرجنتين
فيما يلي قوائم الأحداث التي وقعت خلال عام 1912 في الأرجنتين.

## سياسة

### تعيين في المنصب
- 1 يناير – كارلوس سافيدرا لاماس عضو مجلس النواب في الأرجنتين ‏.

### انتهاء فترة المنصب
- 1 يناير – كارلوس سافيدرا لاماس عضو مجلس النواب في الأرجنتين ‏.

## رياضة
- 1 يناير – دوري الدرجة الأولى الأرجنتيني 1912 الفائز كيلمس.

## مواليد

### فبراير
- 11 فبراير – حزقيال كارلوس أرامبورو كهنوت أرجنتيني.

### أبريل
- 4 أبريل – أنطونيو فيرارا لاعب كرة قدم أرجنتيني.
- 23 أبريل – سانتياغو لوفيل ملاكم أرجنتيني.

### يوليو
- 13 يوليو – كارميلو روبليدو ملاكم أرجنتيني.
- 16 يوليو – إيمي باترسون ملحنة أرجنتينية.

### أغسطس
- 14 أغسطس – كارلوس ويلسون دا روتشا لاعب كرة قدم أرجنتيني.
- 24 أغسطس – أليتا رومان ممثلة أرجنتينية.

### سبتمبر
- 17 سبتمبر – جورج فيرغسون لاعب كركيت أرجنتيني.

### أكتوبر
- 12 أكتوبر – حزقيال كارلوس هوارد موسيقي أرجنتيني.
- 26 أكتوبر – مانويل إسبينوزا فنان أرجنتيني.
- 28 أكتوبر – خوان ألبرتو إسترادا لاعب كرة قدم أرجنتيني.

### نوفمبر
- 20 نوفمبر – إنريكي غارسيا لاعب كرة قدم أرجنتيني.

## وفيات

### مارس
- 10 مارس – خوسيه ك. باز (مواليد 1842) سياسي أرجنتيني.